# Emmanuel André
Emmanuel André OSB (* 7. Oktober 1826 in Bagneux-la-Fosse als Ernest André, Kanton Les Riceys; † 31. März 1903 in Mesnil-Saint-Loup) war ein französischer römisch-katholischer Geistlicher, Benediktiner, Abt und Klostergründer.

## Leben und Werk

### Priester
Ernest André wuchs als ältestes Kind eines Zimmermanns und Mühlenbetreibers im Département Aube auf (ab 1832 in Les Riceys südöstlich Troyes). Im Alter von 13 Jahren trat er in die Seminarschule (Petit Séminaire) in Troyes ein. 1843 weckte ein Besuch der nahe Les Riceys gelegenen Klosterruine der Abtei Molesme bei ihm den Wunsch, Mönch zu werden. Er trat in das Priesterseminar Troyes ein und wurde im Dezember 1849 zum Priester geweiht. Seine erste (und einzige) Pfarrstelle wurde das Dorf Mesnil-Saint-Loup 20 km westlich Troyes.

### Pfarrer
Im Bestreben, das dörfliche Frömmigkeitsleben zu intensivieren, holte er sich (anlässlich einer Romwallfahrt) am 5. Juli 1852 bei Papst Pius IX. persönlich die Erlaubnis, der Marienstatue in der Dorfkirche den Namen Notre-Dame de la Sainte-Espérance (Unsere Liebe Frau von der heiligen Hoffnung) zu geben. Es gelang ihm, fast das ganze Dorf, einschließlich der traditionell kirchenfernen Männer, auf den (1854 von Rom bestätigten) Bittruf Notre-Dame de la Sainte-Espérance, convertissez-nous! (Mutter der heiligen Hoffnung, bekehre uns!) einzuschwören und in einer bemerkenswerten gruppendynamischen Entwicklung zu kollektiver Frömmigkeit und Tugendhaftigkeit (unter Ausmerzung von Bällen und Schenken) zu bekehren. Das Dorf wurde zum regionalen Wallfahrtsort mit ewiger Anbetung und jährlich 20 000 Teilnehmern. Von 1864 bis 1874 wurde eine größere Kirche gebaut (unter Abriss der alten, von der heute nur noch der Chorraum als „Chapelle des Templiers“ übrig ist).

### Mönch
Zur Verwirklichung des langgehegten Wunsches nach klösterlichem Leben absolvierten Ernest André und ein Priesterkollege 1864 ein Noviziat in der Benediktinerabtei Abbaye de la Pierre-Qui-Vire und ließen sich von Bischof Emmanuel-Jules Ravinet (1860–1875) von Troyes als Benediktiner einkleiden. André nahm den Ordensnamen Emmanuel an. Die beiden Mönche führten nun in der Dorfkirche ein Ordensleben, zu dem sich weitere Priester gesellten, und das (vor allem an hohen Festen) mit der Dorfgemeinschaft geteilt wurde. 1872 wurde neben der Kirche ein Klostergebäude errichtet und von insgesamt fünf Mönchen bezogen. 1876 formierte sich zusätzlich eine Schwesterngemeinschaft, die 1878 bei der feierlichen Einweihung der neuen Kirche eingekleidet wurde. Sie unterhielt eine Mädchenschule. 

### Olivetaner und Abt
Ab 1880 hatte die Mönchsgemeinschaft mit der Klosterfeindlichkeit der  Dritten Republik zu kämpfen, doch gelang die offizielle Eingliederung des Konvents in den benediktinischen Zweigorden der Olivetaner, die in Frankreich bekannt waren, weil sie vor den Josephinischen Reformen aus Italien geflüchtet waren (an verschiedene nicht dauerhafte Orte wie Grenoble, Auch, Saint-Bertrand- de-Comminges und Soulac-sur-Mer). Emmanuel André konnte, nach einem kurzen Noviziat im Monastero dei Santi Giuseppe e Benedetto in Settignano, am 5. August 1886 mit fast 60 Jahren eine reguläre Profess als Benediktiner ablegen. 1888 wurde auch die Schwesternschaft olivetanisch. Nach Fertigstellung der Klosterkapelle 1891 konnten die Mönche offiziell als Olivetaner eingekleidet werden. 1892 wurde das Kloster zur Abtei erhoben und Emmanuel André zum Abt ernannt.

### Säkularisation und Tod
Aufgrund der Verschärfung des Antiklerikalismus in den Jahren 1902–1903 blieb den beiden Konventen nur die Wahl zwischen Exil oder Säkularisation. Abt Emmanuel wählte letzteres. Die Schwestern kehrten in ihre Familien zurück, die Mönche wurden wieder Weltpriester oder Seminaristen. Er selbst, der 1902 noch das goldene Jubiläum der Weihe an Maria Hoffnung hatte feiern können, starb kurz vor der effektiven Auflösung seiner Benediktinerabtei im Alter von 76 Jahren in seinem Kloster.

### Der Theologe und seine Rezeption
Das weit gespannte (und nicht völlig erschlossene) theologische Werk von Ernest bzw. Emmanuel André wird nach wie vor rezipiert (auch in deutscher Sprache), vornehmlich von traditionalistisch orientierten Kirchenkreisen. Wegen der wechselnden Vornamen, wegen des Familiennamens in Vornamenform und da als Autor oft einfach Père Emmanuel angegeben ist, herrscht bibliographisch Verwirrung. Die Normdatei Virtual International Authority File führt André doppelt, sowohl unter Ernest (12188147) als auch unter Emmanuel (56609322).
Pater Emmanuel, der Hebräisch und Altsyrisch gelernt hatte, gab (neben einem niveaureichen Pfarrblatt) ab 1885 zur Unterstützung der katholischen Kirchen des Vorderen Orients die Zeitschrift Revue de l’Église grecque-unie (später: Revue des églises d’Orient) heraus.

### Entwicklung der französischen Olivetaner
Emmanuel Andrés Schüler Bernard Maréchaux (1849–1927), der bis 1914 nach Rom gegangen war, konnte das Kloster 1926 wiedereröffnen. 1948 wechselte der Konvent unter Abt Paul Grammont (1911–1989) zur Wiederbesiedelung in die Abtei Le Bec (in Le Bec-Hellouin) und sandte 1976 von da aus Mönche zur Wiederbesiedelung nach Mesnil-Saint-Loup, das seitdem als Kloster mit einem kleinen Konvent wieder besteht.
1946 gründete der noch in Mesnil-Saint-Loup ansässige Konvent in Maylis im Département Landes das Kloster Abbaye Notre-Dame de Maylis, das 1948 zur Abtei erhoben wurde und heute noch besteht. An allen drei Orten (Mesnil-Saint-Loup, Bec-Hellouin und Maylis) existiert neben dem Männerkloster ein benediktinisches Frauenkloster, das ebenfalls zur Kongregation der Olivetaner gehört.

## Werke (alphabetisch)

### Deutsch
- Das Geheimnis der Kirche Jesu Christi. Sarto-Verlag, Stuttgart 2011 (mit Kurzbiographie; Geleitwort von Erzbischof Marcel Lefebvre).
- Weide meine Herde. Abhandlung über den kirchlichen Dienst. Rex-Regum-Verlag, Jaidhof 2003.
  - Zweite Auflage. Verein der Freunde der Priesterbruderschaft St. Pius X., Gföhl 2013.

### Französisch und weitere Sprachen
- Catéchisme de la famille chrétienne. Colombes, Dominique Martin Morin 2016.
- Catéchisme des plus petits enfants. Colombes 1968.
- Le Chrétien du jour et le chrétien de l’Évangile. Dominique Martin Morin, 1973
- Le ciel au rabais. Suivi de La prière et de Nécessité de la prière pour le salut. Le Sel, Avrillé 2006.
- Les Deux cités. Dominique Martin Morin, 1973.
- La Grâce de Dieu et l’ingratitude des hommes. Dominique Martin Morin 1973.
- Lettres à une mère sur la foi. Dominique Martin Morin 1972.
- Les Maximes de Saint Benoit ou Réponse à la question. Qu’est-ce qu’un monastère bénédictin? Mesnil-Saint-Loup 1880.
- Méditations pour tous les jours de l’année liturgique. Éditions Sainte-Madeleine, Paris 2004.
- Le Naturalisme. Dominique Martin Morin 1973.
- Nouvel Essai sur les Psaumes, étudiés au triple point de vue de la lettre, de l’esprit, et des applications liturgiques. Mesnil-Saint-Loup 1869.
- Opuscules doctrinaux. Frémont, Troyes 1912.
- De la présence de Dieu. Frémont, Troyes 1904. Le Sel, Avrillé 2007.
  - italienisch: Sulla presenza di Dio. Considerazioni. Palma, Mailand 1905.
- La Sainte Eglise. Clovis, Eguelshardt 1998 (zuerst 1884).
  - deutsch: Das Geheimnis der Kirche Jesu Christi (siehe oben)
- Traité du ministère ecclésiastique. Mesnil-Saint-Loup 1912. La Renaissance, Troyes 1974.
  - deutsch: Weide meine Herde (siehe oben)
  - italienisch: Sacerdozio e ministero. Cantagalli, Siena 1977. Edizioni L’ulivo, Monte Oliveto Maggiore 1979.
  - englisch: Ecclesiastical ministry. Sarto-House, Kansas City 2000.

### Übersetzer
- La Divine Liturgie de S. Jean Chrysostome, hrsg. von Placide de Meester. V. Lecoffre, Paris – F. Ferrari, Rome 1907.
- Les exercices de Sainte Gertrude vierge. Librairie de l’Art catholique, Paris 1919.